# 略迪奥
略迪奥（西班牙語：Llodio；官方名称Laudio/Llodio）是西班牙巴斯克自治区阿拉瓦省的一个市镇。总面积38km²，总人口18931人（2001年），人口密度498人/km²。